# 4555 Josefapérez
4555 Josefapérez è un asteroide della fascia principale. Scoperto nel 1987, presenta un'orbita caratterizzata da un semiasse maggiore pari a 2,2577840 au e da un'eccentricità di 0,1995684, inclinata di 7,39344° rispetto all'eclittica.
L'asteroide è dedicato all'astronoma argentina María Josefa Pérez.